# Alain Colombe
Pour les articles homonymes, voir Colombe (homonymie).
Alain Colombe, né le 13 septembre 1949, est un kayakiste français.

## Biographie
Alain Colombe remporte la médaille d'or en kayak monoplace par équipes aux Championnats du monde de slalom 1969 avec Patrick Maccari et Claude Peschier.
Il est 21e en kayak monoplace en slalom aux Jeux olympiques d'été de 1972.